# 警察による自殺
警察による自殺（けいさつによるじさつ）または警官による自殺（英語: Suicide by cop）は、自殺の方法の一つである。自殺を望む者が、意図的に犯罪などの問題行動をすることで、警察をはじめとする法執行機関が、自分を攻撃するように誘い込み、最終的に自殺することを目的としている。 

## 概要
「警察による自殺」には、大きく分けて2つの種別に分けられる。
1. 犯罪を起こした者が、警察組織に追われ、逃亡生活に疲れたり、逮捕を恐れたりする事により、自殺を選択する場合。こういった場合、彼らは、正常な状態であれば自殺しないかもしれない。しかし、警察組織に追われ投獄されるような人生は、生きるに値しないと考える。その考えの結果として死を望み、自らを追ってくる警察官を逆に挑発し、自身を殺させようとする。
2. すでに自殺を考えており、法執行機関を殺害するよう挑発する事そのものが、一番の動機となっている場合。彼らにとって一番の望みは自らの死であり、その最も確実な方法が警察組織に殺される事と当人は考えている。結果、警察から確実に攻撃を受けるために過激な行動を取る。この方法を選択する人々は、犯罪によって得られる利益は二の次という場合が多い。

2つ目の方法を選択する理由は、警察官が、実際に銃器で武装しており、やむを得ない場合は犯罪者を射殺するように訓練されており、またそのための手順を規定している事実が背景にある。警察官は、いくつかの制限のもとに、（多くの場合は銃器や警棒で）犯罪者を攻撃することが可能となっている。本来、これらの警察組織の攻撃能力は、犯罪者を制圧し、捕縛，逮捕する事を最大の目的としており、殺害は主目的ではない。しかし、自殺を企図している者は、この警察組織の力を逆に利用して、自殺に利用しようとする。この自殺の手法で、最も一般的に見られる自殺者の行動は、警察官や一般市民を襲う事である。銃が一般人にも許されている国であれば、町中で銃を乱射する場合もある。また、そうでない場合でも、刃物や棍棒などの武器で、他者を攻撃する。そうして、駆けつけた警察官が、自らに発砲するように仕向けるのである。他にも、警官車両を爆発物で攻撃する事例もある。このような過激な行動を取るのも、自殺をより確実なものとするためである。今、まさに殺されるような人を目の当たりにすれば、警察は殺人者を攻撃せざるを得ないからである。
いずれにせよ、この方法を選択する者の一番の動機は、自分の人生を終わらせたいという願望である。死後の判断が難しい場合もあるが、弾丸が装填されていない、または人を殺せない銃（おもちゃの銃、空気銃、エアソフトガン、スターターピストルなど）を使う等の方法により、自殺の意図を嗅ぎ取ることが可能である。また、遺書や、自殺を仄めかす記録物の存在などによって、容疑者の目的が自殺であったと明らかにされる事件もある。
また、一部の被疑者は、警察官に射殺される前に、自殺騒ぎを起こしていることもある。自らの力だけでは死にきれなかったために、より確実な方法として、警察組織を利用することを思いつくのである。一方で、容疑者の中には、実際に実弾を発射し、人を殺すことさえある。この場合、容疑者の動機を特定するのが、より困難になる可能性がある。多くの国では、被疑者が意図的に、警察官の攻撃的な対応をわざと誘っているように疑われる場合、自殺が目的かどうか確認するための特別な対処が必要であると規定している。

## 歴史
このような自殺の方法が一般に認知される以前の歴史的な事件でも、「警察官による自殺」が目的と疑われる事件がある。それらは、歴史家によって特定または推測されている。
例えば、「テキサスタワー乱射事件」についての本を出版したマーク・リンゼイとデビッド・レスターは、事件の被疑者であるチャールズ・ホイットマンを射殺した警察官のうちの1人、ヒューストン・マッコイに取材した。マッコイは「ホイットマンは、現場に駆けつけた自分と、同じく警察官のラミロ・マルティネスを攻撃できる状況にあったが、実際には攻撃しなかった。ホイットマンは、我々警察隊の到着を待ちかまえており、警察官に撃たれたがっていた」と証言している。 
また、他には1976年に死亡したマル・エヴァンズの事件がある。ビートルズの友人でもあったローディーのエヴァンズは、ある日、恋人のフラン・ヒューズに空気銃を向けた。ヒューズの通報により駆けつけた警察隊に対しても、エヴァンズは銃を向けた。警察官が銃を下ろすように説得しても、彼は警察官には従わなかった。この為、エヴァンズは射殺された。この事件は、「警察官による自殺」の理屈で説明が可能であるとされている。 
他には、当時、大統領であったフランクリン・ルーズベルトを暗殺するため、シカゴ市長のアントン・セルマックを殺害したジュゼッペ・ザンガラは、警察官の発砲による自殺を図っていた可能性が指摘されている。

## 研究

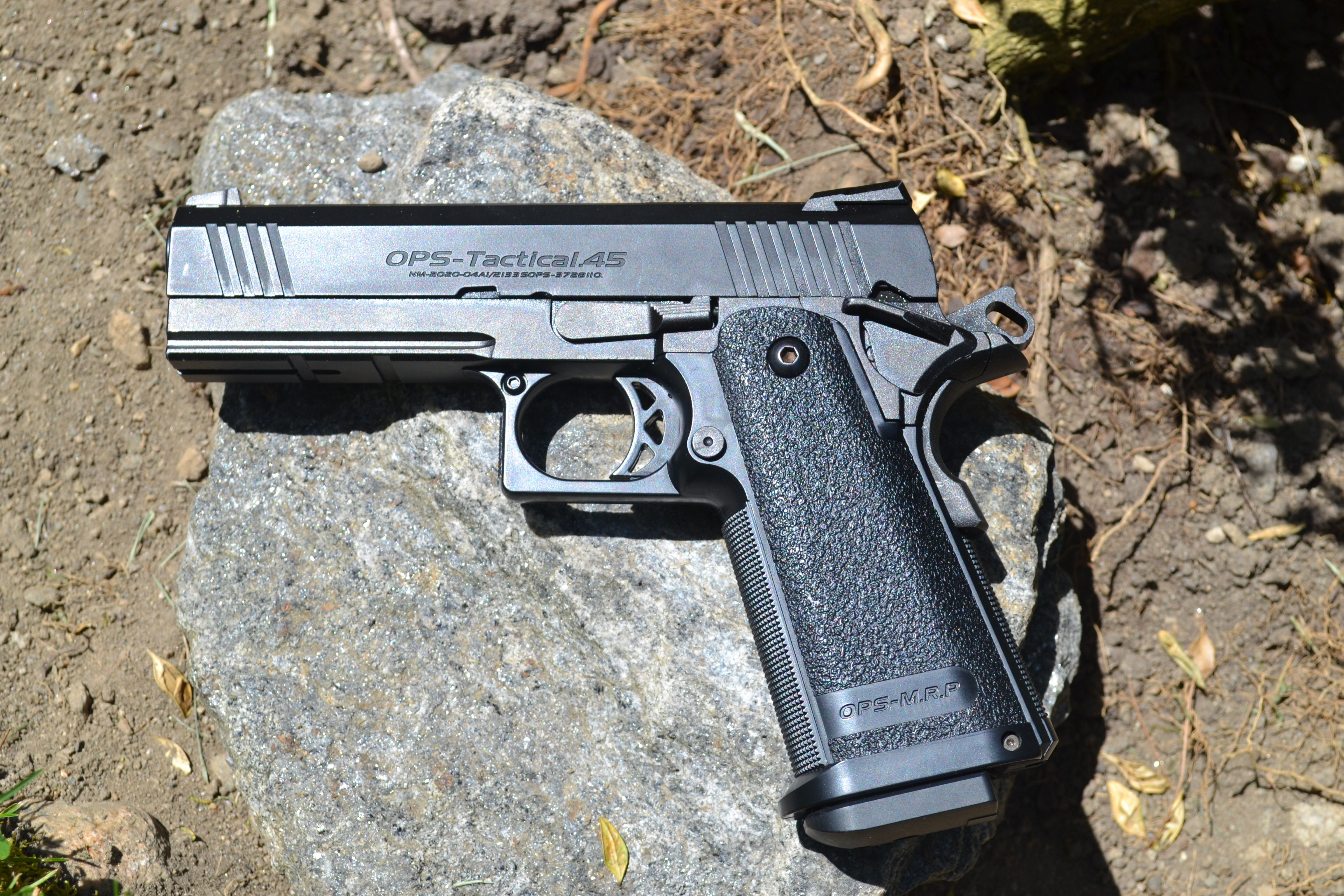
サバイバルゲームに使われる拳銃。遠目では、実銃と見分けがつかない。

この「警察による自殺」という現象は、1981年のニュースアカウントおよび1985年以来の科学ジャーナルに記載されている。この「警察による自殺」という文は、少なくとも1987年以降、アメリカのニュースの見出しにとして登場している。この単語を最も早くに使用したのは、アメリカである。2003年には、イギリスでも登場している。
警察官による自殺に関する最初の調査は、デルタ警察署のリック・ペアレント巡査部長によって行われた。彼は、843件の警察署で扱いの銃撃事件を調査した。その結果、約5割の事件で、被疑者は自殺を望んでいたと疑われることが判明した。アメリカの警察庁は、「警察による自殺」について、「自滅に向かっている個人が、法執行機関の警察官に殺害を強要するために、わざと生命を脅かすような犯罪行為を行う事件」と定義している。
英国法制史上初めて正式に「警察官による自殺」と判断された事件は、1993年から2007年にかけてロンドンの検視官を務めていたウィリアム・ドルマン牧師が下した判決である。この判決を先例とし、現在「警察による自殺」は英国の法律に規定されている。
アメリカ自殺学会（2014）は、「警察官による自殺」について、以下のような調査を公表している。
- 95%が男性、5%が女性
- 平均年齢：男性35歳、女性40歳
- 男性の41%は白人、26%はヒスパニック、16%はアフリカ系アメリカ人
- 女性の50%は白人、25%はヒスパニック系
- 男性の37%、女性の42%が独身
- 男性の29%、女性の50%は子供がいない。
- 男性の54%が失業中であった。
- 男性の29%は、ホームレス。
- 男性の62%、女性の100%が精神疾患の既往歴があるか、またはその可能性がある。
- 男性の80%が武装していた。また、これらの60%は小火器（うち、86%は銃弾が装填されていた）、26%はナイフを持っていた。
- 女性の100%が武装していた。50%は銃器を持っていた（うち、33%は銃弾が装填されていた。逆に言うと、67%は弾が入っていなかった）、50%はナイフを持っていた。
- 19%が、武器を所持していると偽証、または玩具の武器を所持していた。
- 87%が事件の前、または事件中に自殺を図った。
- 36%はアルコールの影響下にあった。

## 例
- アラモアナの虐殺（英語版）：ニュージーランドで、1990年11月13日に発生した連続殺人。警察隊は、被疑者が腰だめに構えた銃を撃ちながら「私を殺せ！」と叫んで家から出てきたところを射殺した[12]。
- タイラー・キャシディの死（英語版）：2008年12月、15歳のタイラー・キャシディは、二振りの大ぶりのナイフで、3人の警察官を脅して、自分を撃つように命じた。彼は、その3人によって射殺された[13]。
- マイロン・メイ：彼は、自分がMKウルトラ計画とコインテルプロの被害者であると信じていた。テープに自分の考えを記録した後、2014年11月20日、夜間の大学キャンパスで同級生2人を銃撃し、駆けつけた警察官によって射殺された[14]。
- 2015年1月4日、サンフランシスコの32歳の男性であるマシュー・ホフマンは、駅の駐車場で警察官と対決した。彼が銃を振り回したとき、2人の警察官が彼を合計3回撃った。彼は、携帯電話に、自身を撃った警察官へメッセージを残していた。「あなたは何も悪いことをしていない」。続けて、このような言葉を残していた。「私は、自殺をする勇気がなかった。だから、あなたを挑発した。あなたの命を脅しただけでなく 僕の周りの人たちの命も脅したんだ」[15]。
- 2015年6月、21歳のトレピエール・ハモンズは、違法武器所持の前歴を持つギャングとして知られていた。ある日、彼は性犯罪で告発された。その同日、ハモンズはFacebookに、警察官による自殺の意思を示す投稿をした。彼は911に電話し、「銃を持った男が妙な行動しているのを見た」と通報した。ハモンズは、その後、駆けつけた警察官を複数回撃ち、致命傷を負わせた。そして、さらに応援に駆けつけた警察官がハモンズに発砲した。ハモンズと負傷した警察官の両方が、後に病院で死亡した[16]。
- トロルヘッタン学校襲撃事件（英語版）：2015年10月にスウェーデンで発生した学校襲撃事件の加害者であるアントン・ルンディン・ペッターソンは、襲撃の1時間前にネット上の友人にメッセージを書き込んでいた。そこには「私は1～2時間以内に死ぬだろう」「自分自身が嫌になった」「あのクソ警察官たちが真っ直ぐ自分を狙ってくれればいいのに」などと書かれていた。ペッターソンには精神疾患の病歴があり、彼の周囲の多くの人々への取材を収録した本には、「襲撃前の期間中、彼はいくつかの選択肢の間で揺れ動いていた。専門家の助けを求めるか、『普通に』自殺するか、殺される為に周囲の人々を攻撃するか」と書かれている[17]。
- 2017年5月28日、ミシシッピ州で家族7人を殺害した疑いのある男が、警察官と銃撃戦を展開した。後に逮捕された男は、記者に対して「警察官に向かって発砲することで、自殺をしようとした」と語った。そして、次のように続けた。「生きる資格はない。あんな事をした後ではな」[18]。
- 2018年8月30日に、49歳のアメリカ人女優ヴァネッサ・マルケスは、生活保護用の小切手の調査を行っていた警察官に向かって、玩具のレプリカの銃を振り回し、自分を殺すように懇願した。彼女は結果的に、警察官に射殺された[19]。
- 2023年ナッシュビル小学校銃乱射事件（英語版） - 2023年に3月に発生した銃乱射事件の犯人は事件当日の朝、友人に「これは遺書で、今日死ぬ予定。これは冗談ではない」というメッセージを送っていた。その後犯人は小学校に侵入して銃乱射事件を起こし、駆けつけた警官に射殺された[20][21]。

## 関連事項
- 法執行官による殺害の一覧（英語版）
- キルクムケリオーネス運動
- 警察の暴力
- 自殺幇助
- 無敵の人 (インターネットスラング)